# Franz Kelch (Sänger)

Franz Kelch (1958)

Franz Kelch (2009)

Franz Kelch (* 1. November 1915 in Bayreuth; † 5. Juni 2013 in München) war ein deutscher Sänger der Stimmlage Bassbariton. Kelch gilt als bedeutender Lied- und Oratoriensänger. Sein Repertoire umfasst Werke von Johann Sebastian Bach, Johannes Brahms, Dietrich Buxtehude, Georg Friedrich Händel, Claudio Monteverdi und Wolfgang Amadeus Mozart.

## Leben
Aufgewachsen in der Festspielstadt Bayreuth und besonders durch Chorgesang und Geigenspiel bereits in frühen Jahren musikalisch geschult, nahm Franz Kelch nach Abitur an der Oberrealschule Bayreuth und Wehrdienst von 1937 bis 1939 bei Henriette Klink Gesangsunterricht. Nach dem Krieg und dem Ende seiner englischen Kriegsgefangenschaft (bis 1947), in der er weiter intensiv an seiner Stimmausbildung gearbeitet sowie erste Liederabende vor den Mitgefangenen gegeben hatte, gelang es ihm trotz aller Schwierigkeiten der Nachkriegszeit, als freischaffender Lied- und Oratoriensänger sehr schnell Fuß zu fassen.
Die umfangreiche, kultivierte Bass-Bariton-Stimme, der hohe Grad an Musikalität  und technischer Stimmbeherrschung und eine die Tiefe der Werke auslotende Gestaltungsgabe, die ihn auszeichnete, sowie Rundfunksendungen, Konzertaufführungen, Liederabende und Schallplatteneinspielungen machten Franz Kelch zu einem der bekanntesten Lied- und Oratoriensänger seiner Zeit.
Zwischen 1952 und 1957 übernahm er unter Karl Richter und seinem Münchener Bach-Chor, bis 1954 Heinrich-Schütz-Kreis, die Bass-Partien aller großen Bachwerke und zahlreicher Kantaten, nachdem er bereits unter Richters Vorgänger Michael Schneider für die Aufführungen des Heinrich-Schütz-Kreises engagiert worden war. Unter Rudolf Lamy wirkte er in München u. a. im Weihnachtsoratorium, im Brahms-Requiem, in der Schöpfung und 1953 in der süddeutschen Erstaufführung von Golgotha von Frank Martin mit. Günther Ramin verpflichtete ihn für Tourneen mit den Thomanern durch Westeuropa und holte ihn für die später preisgekrönte Archivproduktion seiner Johannespassion nach Leipzig. In gleicher Besetzung war die Aufnahme der Matthäuspassion 1956 geplant, welcher jedoch der plötzliche Tod des Thomaskantors zuvorkam. Mit Fritz Werner wurden zwischen 1957 und 1960 beide Bach-Passionen (Jesus), die h-Moll-Messe und mehrere Kantaten eingespielt. Unter Hans Grischkat, der sich bereits 1935 mit der historischen Aufführungspraxis der Matthäuspassion befasst hatte, sang Franz Kelch in den 1950er Jahren mehrfach in den Bach-Passionen, als Jesus oder Pilatus. 1952 wurden ebenfalls unter Grischkat zwei weltliche Kantaten und als Ersteinspielungen die vier Missae Breves von Bach aufgenommen.
In den frühen 1950er Jahren wurde Franz Kelch im Zuge der Monteverdi-Renaissance zu verschiedenen Schallplattenaufnahmen engagiert, für den Seneca in der weltweit ersten und mit dem Grand Prix du Disque 1954 ausgezeichneten Aufnahme der L‘Incoronazione di Poppea unter Walter Goehr (1952 oder Anfang 1953), für die Marienvesper unter Hans Grischkat 1953 und die Canti guerrieri et amorosi aus dem VIII. Madrigalbuch unter Marcel Couraud 1955, erschienen 1956.
Franz Kelch war in ganz Deutschland wie auch im europäischen Ausland zu hören. Er wirkte bei verschiedenen Festspielen und Festveranstaltungen in Westeuropa mit und gab zahlreiche Liederabende in Deutschland wie auch 1962 in mehreren Städten Irlands, darunter in Dublin die Winterreise. Er sang bei mehreren Uraufführungen und deutschen Erstaufführungen.
Sein weit gespanntes Repertoire umfasste geistliche Musikwerke und geistliche und weltliche Lieder aus allen Jahrhunderten. Er sang alle Hauptwerke so wie auch seltener zur Aufführung gelangende Werke der Konzertliteratur. Der Bayerische Rundfunk setzte ihn immer wieder bei innovativen Projekten mit Alter Musik und ebenso für zeitgenössische Werke Münchner Komponisten (u. a. Haas, Jacobi, Zilcher) ein.
Besondere Wertschätzung erfuhr Franz Kelch als Christus-Sänger der Bach-Passionen. Seine Kunst der Verinnerlichung, getragen von einer gelebten christlichen Lebensauffassung, setzte Maßstäbe. Er suchte das Passionsgeschehen in aller Eindringlichkeit darzustellen. Hier fand er seinen eigenen Weg künstlerischer Gestaltung. Historische Tondokumente als Interpretationsvorbilder standen in den Nachkriegsjahren so gut wie nicht zur Verfügung. In der Zeitungskritik zu seiner ersten Matthäuspassion in der Michaeliskirche in Hof am 20. März 1949 stand: „Der edle Bass von Franz Kelch, München, fand in der Partie des Christus den reinen Ton weltüberwindender Erhabenheit.“
Der Kritiker der Süddeutschen Zeitung, K. H. Ruppel, schrieb anlässlich der Matthäuspassion unter Karl Richter, die 1956 im Gedenken an Günther Ramin in München aufgeführt wurde: „Die Gestaltung der Christus-Partie durch Franz Kelch gehört in der geistigen Durchdringung, der Wärme des Ausdrucks und der kultivierten Führung der edlen Bass-Stimme zum Schönsten, was man sich an sängerischer Bachinterpretation denken kann.“
Auch als Liedinterpret mit umfassendem Lied-Repertoire hatte Franz Kelch aufgrund seiner sehr modulationsfähigen Stimme und seines bewegenden, bis ins Detail wohldurchdachten Ausdrucks einen herausragenden Ruf.
Nach einem Liederabend in Kronach im September 1958 schrieb beispielsweise der Kritiker: „Bereits bei den Schubert Liedern wurden die Zuhörer von Franz Kelch … durch die packende Gestaltung von ‚Im Abendrot‘ und ‚Der Wanderer‘ zu stürmischem Beifall veranlasst, kam doch der ergreifende Stimmungsgehalt voll zur Wirkung. Franz Kelch präsentierte sich als ein hervorragender Liedersänger, dessen voluminöser Bass in der Höhe und Tiefe gleich gut anspricht. Dabei zeichnet sich Kelch durch eine vorbildliche Textbehandlung aus und trifft stets mit sparsamen Mitteln der Phrasierung das ganze Wesen jedes Liedes, mag es ernst oder heiter sein. Ganz vorzüglich gelangen ihm auch die Balladen von Robert Schumann, Carl Loewe und Hugo Wolf, dessen ‚Rattenfänger‘ mit seiner spöttischen Dämonie hervorragend nachgeschaffen wurde. Während bei den Liedern von Richard Strauss doch deutlich wurde, dass mit diesem Komponisten die Blütezeit des Liedes zu Ende ist, wurden die Mörike- und Eichendorff-Lieder Hugo Wolfs zu einem mitreißenden Erlebnis.“
Neben seiner ausgedehnten Konzerttätigkeit unterrichtete Franz Kelch von 1953 bis 1978 am Leopold-Mozart-Konservatorium in Augsburg, dem heutigen Leopold-Mozart-Zentrum. Aus seiner Tätigkeit als Gesangspädagoge gingen namhafte Opern- und Konzertsänger hervor. 1980 schulte er die Solisten für die Passionsspiele in Oberammergau.
Franz Kelch lebte seit 1947 in München. Er hinterließ zehn Kinder. Seine letzte Ruhestätte befindet sich auf dem Waldfriedhof Obermenzing in München.